# The Harem Tour CD
The Harem Tour Album (El álbum de la gira Harem) es un álbum grabado por la soprano inglesa Sarah Brightman. Es una edición limitada en CD que sólo estuvo disponible para su compra en los eventos de la gira mundial de su disco Harem, actualmente está agotado y no se vende. 
Este disco de trece canciones es una colección de rarezas de Sarah, incluyendo demos, canciones descartadas y colaboraciones con otros artistas. El disco es producido por Frank Peterson y la misma Sarah Brightman.
En el estuche del álbum no se menciona la discográfica, números de serie ni las advertencia de copyright.

## Lista de canciones
1. "Kama Sutra" - 2:24
2. "Join Me" (HIM cover) – 4:14
3. "My Imagination" – 3:50
4. "Don't Give Up" – 6:26
5. "Forbidden Colours" – 4:30
6. "The Smile" – 5:15
7. "Pay No Mind" – 3:57
8. "A Question Of Honour" (Extended Version) – 8:45
9. "Voyage Voyage" – 4:12
10. "Colours Of The Rainbow" – 4:19
11. "The Secret Still Remains" – 3:37
12. "I've Seen It All" – 4:25
13. "Watermark" – 2:30

- Las canciones 2, 4, y 9 han sido previamente lanzadas en los álbumes de Gregorian Masters of Chant.
- Las canciones 6 y 12 fueron lanzadas en el álbum de Schiller en 2003.
- La canción 8 fue lanzada en el sencillo de Question of Honour, del disco Fly en 1995.
- La canción 11 fue lanzada en el disco "S4" de Sash en 2002.

## Información de las canciones
- Kama Sutra: Es usada originalmente como canción de apertura en los conciertos de la gira Harem. Estaba planeado usarla como canción de apertura en el disco Harem.
- Join Me: Cover de la canción originalmente interpretada por la banda finesa HIM, grabada previamente en el tercer álbum de Gregorian.
- My Imagination: Grabado durante el tiempo medio de La Luna y Harem.
- Don't Give Up: Primera colaboración de Sarah con Gregorian.
- Forbidden Colours: Canción inconclusa grabada durante las sesiones de La Luna.
- The Smile: Grabada con el grupo Schiller.
- Pay No Mind: Originalmente para incluirse en Eden.
- Voyage Voyage: Otra colaboración con Gregorian.
- Colours Of The Rainbow: Grabada durante las sesiones de Harem.
- The secret Still Remains: Canción grabada como invitada con el grupo Sash!
- I've Seen It All: Grabada con el grupo Schiller.
- Watermark: Versión vocalizada de la canción de Enya, originalmente era para el lanzamiento de Timeless. La discográfica de Enya amenazaba con poner una demanda si esta canción era incluida en dicho álbum, por lo que se dejó fuera.

- Datos: Q11704396